# Heckmann. Kristel. Jung
Heckmann. Kristel. Jung war eine Architektenpartnerschaft, die von 1978 bis 1997 in Stuttgart ansässig und in Deutschland tätig war.

## Geschichte

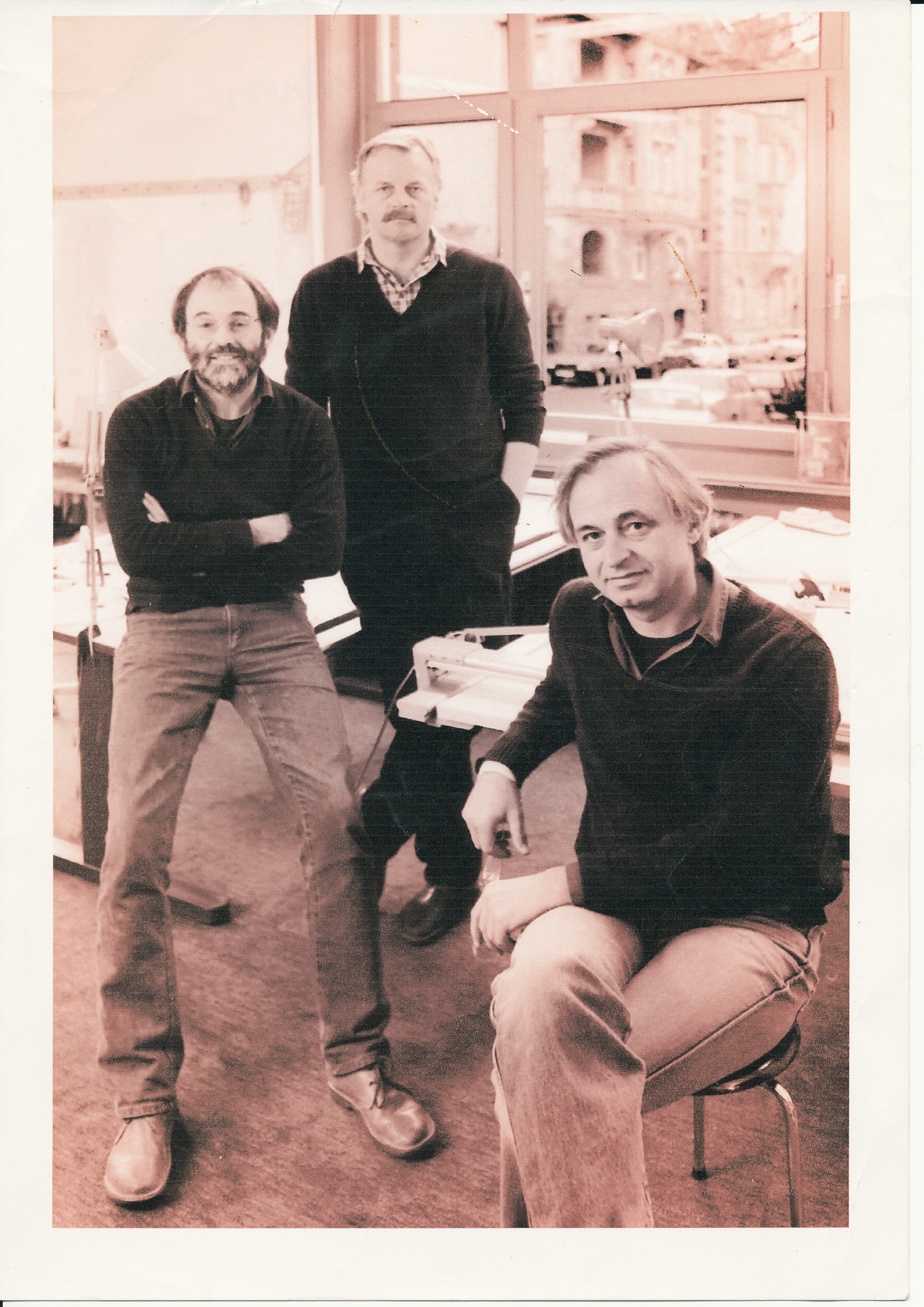
Die Architekten Heckmann (rechts), Kristel (links), Jung (Mitte) 1984 in ihrem Büro, Stuttgart, Bopserstr. 28, Foto Dieter Elsässer, Stuttgart

Zusammengeschlossen waren darin der auch als Zeichner talentierte Hermann Heckmann, geboren am 21. Januar 1937 in São Paulo (Brasilien), Hans Peter Kristel, geboren am 25. Januar 1939 in Stuttgart, und Peter Jung, geboren am 3. Februar 1941 ebenfalls in Stuttgart. Die drei Partner hatten ihre Diplome 1965 und 1966 in Stuttgart an der Hochschule für Technik, heute Universität, und letzterer an der Fachhochschule, heute Hochschule für Technik, erworben. Hervorgegangen war die Partnerschaft aus dem ebenfalls in Stuttgart ansässigen Büro von Heckmann und Kristel, das seit 1969 vor allem bei Wettbewerben tätig war. Jung hatte zuvor in verschiedenen Architekturbüros in Davos und Stuttgart Erfahrung auch in der Bauausführung und Bauleitung gesammelt. Nach Ausscheiden von Kristel im Jahr 1997 bestand die Architektenpartnerschaft unter dem Namen Heckmann + Jung bis 2011 fort.

## Arbeiten des Büros und Charakteristik der Architektur
Die Partnerschaft beteiligte sich an etwa 200 Wettbewerben und errang etwa 100 Preise und Ankäufe. Seit der Planung und dem Bau der Stadthalle in Schwäbisch Gmünd beschäftigte sich das Büro schwerpunktmäßig mit Kulturbauten, vor allem Stadthallen und Bibliotheken. Auch planten und realisierten die Partner Umbauten und Renovierungen einiger Kulturdenkmale. Zahlreiche ihrer Bauten erhielten Auszeichnungen. Die Bauten der Partnerschaft weisen wenige, dabei durchgängig verwendete Materialien auf, meist Sichtbeton an Fassaden und Innenwänden sowie Glasfronten zu angrenzenden Grünzonen.

## Erfolgreiche Wettbewerbsteilnahmen des Büros Heckmann und Kristel (Auswahl)
- 1974 1. Preisgruppe Erweiterung der Staatsgalerie, des Landtags und der Musikhochschule Stuttgart[2]
- 1977 1. Preis für Stadthalle Schwäbisch Gmünd[3]

## Erfolgreiche Wettbewerbsteilnahmen des Büros Heckmann.Kristel.Jung (Auswahl)

Jena, Thüringische Universitäts- und Landesbibliothek, erbaut bis 2001, Foyer

- 1978 1. Preisgruppe Stadthalle Waiblingen[2]
- 1979 1. Preis für Stadthalle Backnang[2]
- 1981 2. Preis Stadthalle Ludwigsburg[4]
- 1983 1. Preis für Stadthalle Günzburg[5]
- 1984 2. Preis Oberpostdirektion Stuttgart[6]
- 1985 1. Preisgruppe (nach Überarbeitung 1. Preis) für Kunsthalle der Stadt Stuttgart am Kleinen Schlossplatz[7]
- 1986 1. Preisgruppe für Kultur- und Tagungsstätte Freiburg i. Br.[8]
- 1987 5. Preis Haus der Geschichte Bonn[9]
- 1987 3. Preis Stadthalle Villingen-Schwenningen[10]

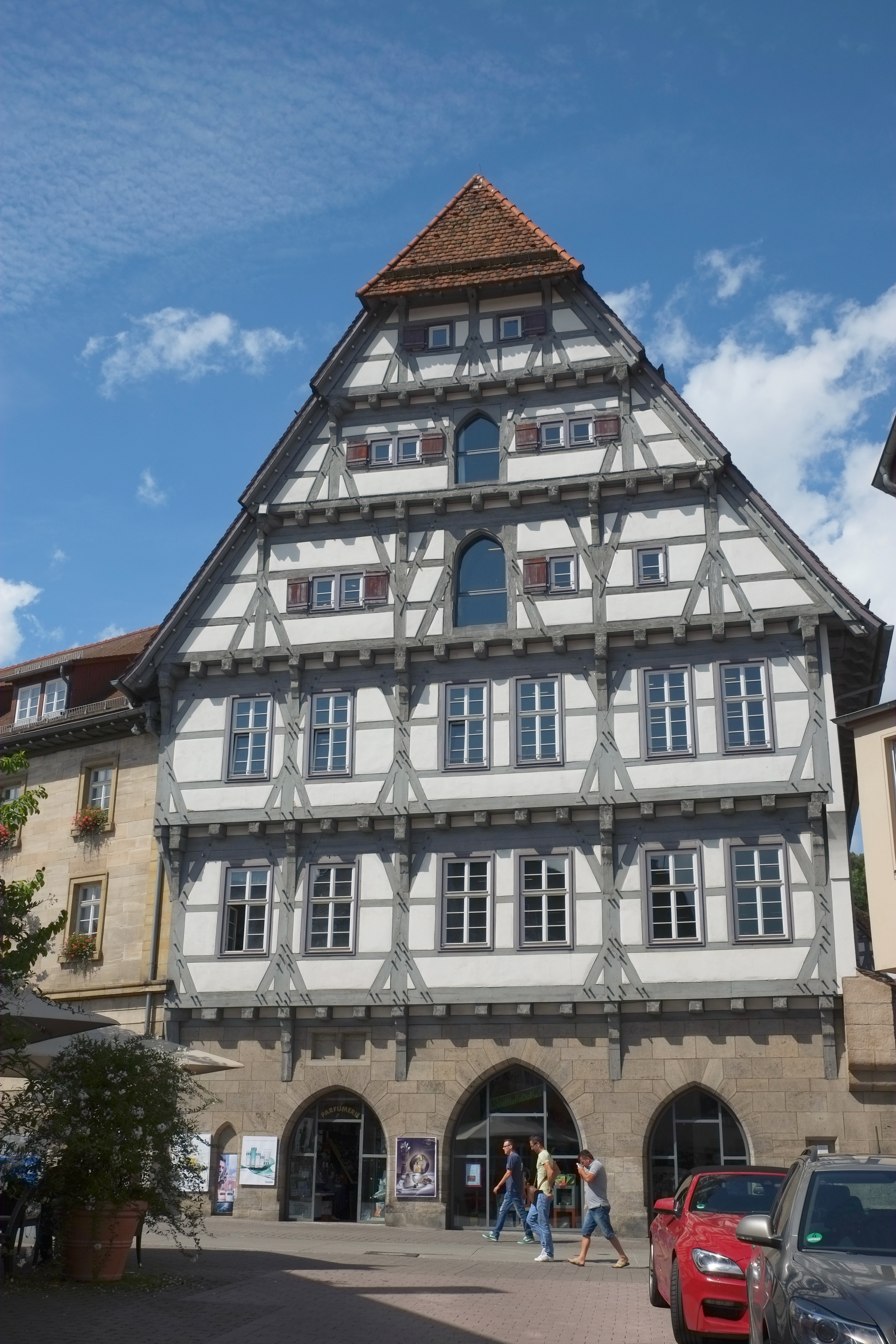
Schwäbisch Gmünd, Stadtbücherei im ehem. Spital, umgebaut bis 1994

- 1989 2. Preis für Stadtbücherei im Amtshaus in Schwäbisch Gmünd
- 1990 1. Preisgruppe für Kunsthalle Heilbronn[11]
- 1990 1. Preis für Kursaal Bad Urach[12]
- 1990 1. Preis für Festhalle Murrhardt[13]
- 1995 1. Preis für Thüringer Universitäts- und Landesbibliothek Jena[14]
- 1996 1. Preis für Bürgerhaus Freiberg a. N.[2]
- 1997 1. Preis für Stadthalle Tuttlingen[2]

## Erfolgreiche Wettbewerbsteilnahmen des Büros Heckmann + Jung (Auswahl)
- 2002 1. Preis für Stadthalle Ilshofen[2]

- 2004 1. Preis für Wohnhochhäuser in Stuttgart-Vaihingen[2]

## Realisierte Neu- und Umbauten des Büros Heckmann.Kristel.Jung und Heckmann + Jung (Auswahl)

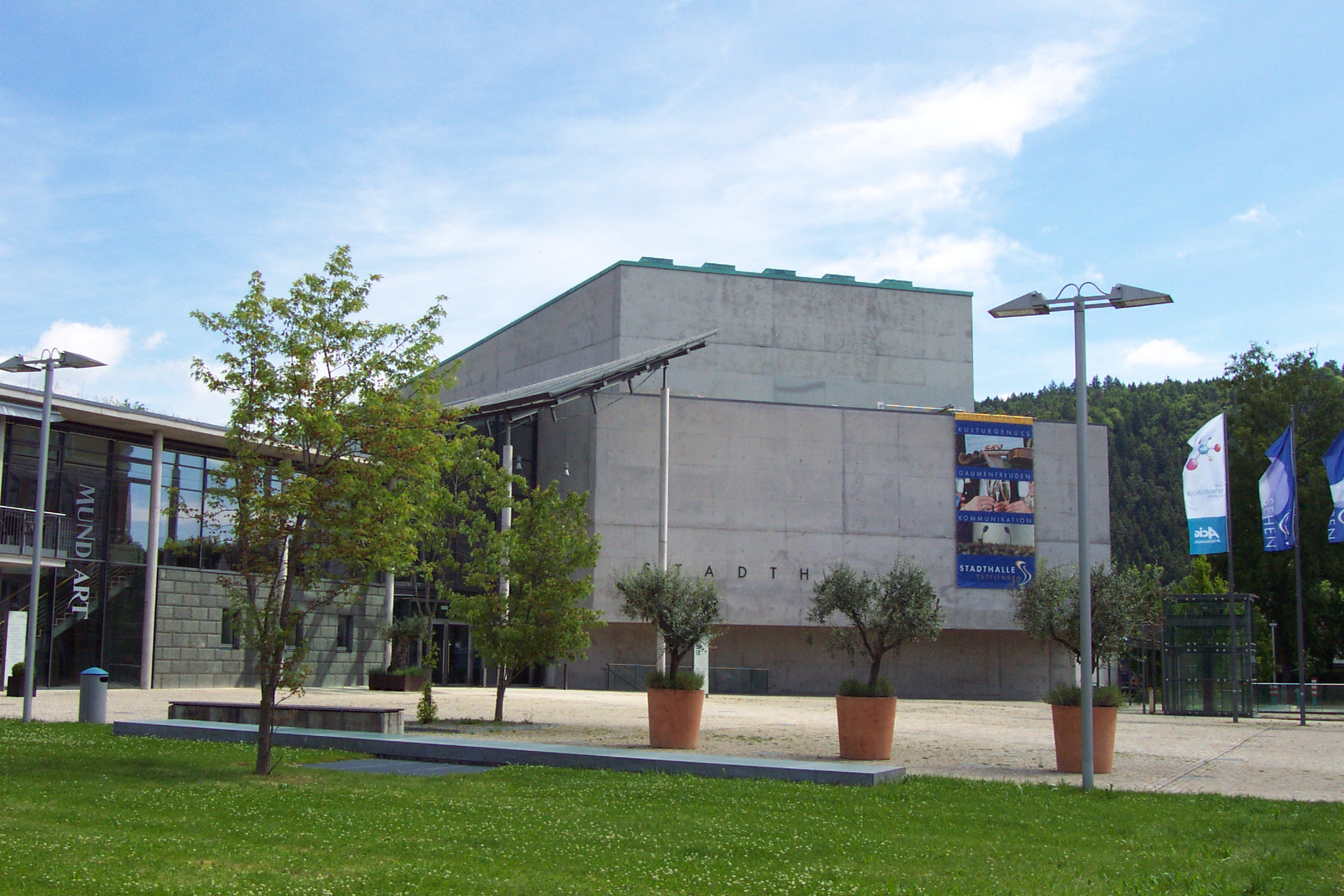
Tuttlingen, Stadthalle, erbaut 1998–2002

- 1980–1984 Schwäbisch Gmünd, Stadthalle im Stadtgarten[15]

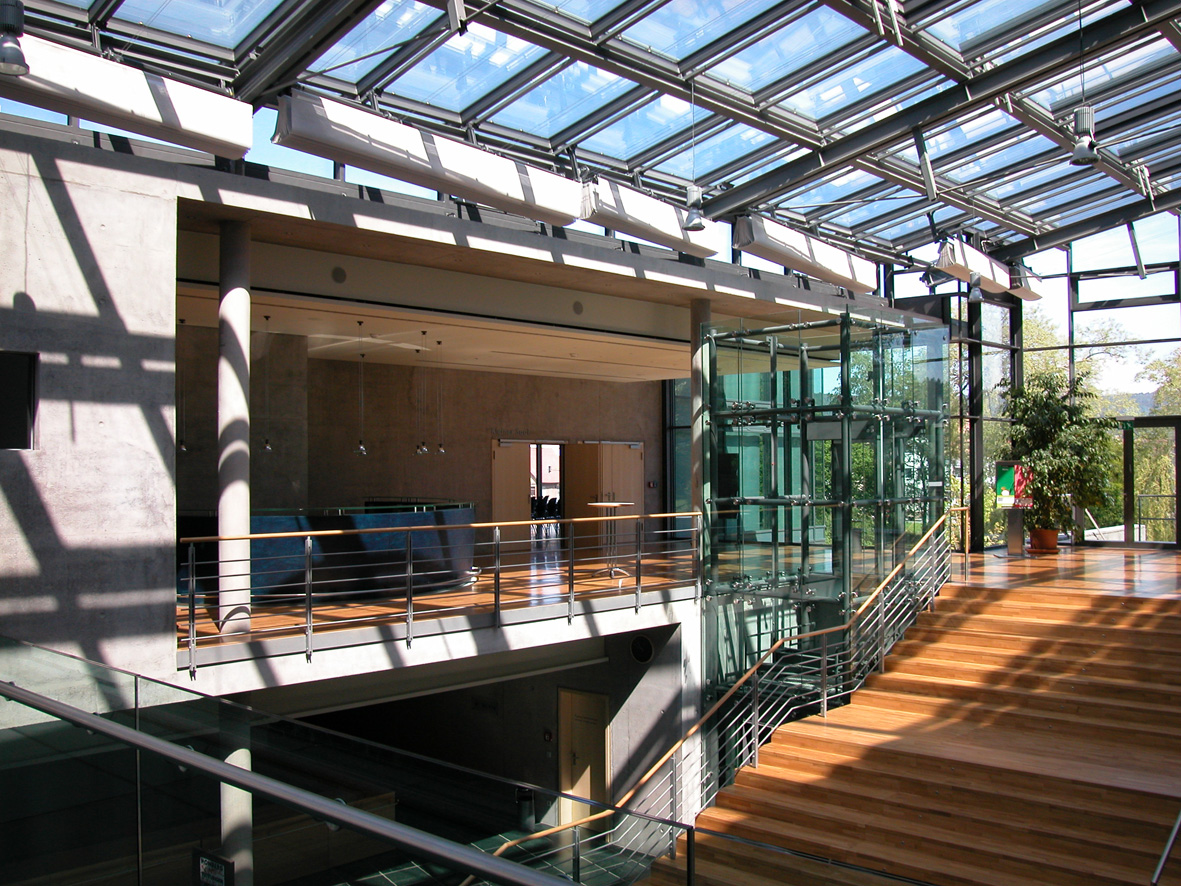
Stadthalle Tuttlingen, Foyer mit Treppe

- 1982–1987 Stuttgart, Landesamt für Besoldung und Versorgung, Seidenstraße 23[16]
- 1986–1988 Stuttgart, Dreifachsporthalle Tivoli der Stadt, Seidenstraße 23[17]
- 1988–1991 Günzburg, Stadthalle[18]
- 1992–1997 Stuttgart, Umbau des Finanzamts Rotebühlbau in ehemaliger Kaserne aus dem 19. Jahrhundert (Rotebühlstraße 30)[19]
- 1991–1994 Schwäbisch Gmünd, Einbau einer Bibliothek in das mittelalterliche Spital, Marktplatz 37 / Spitalhof 1[20]
- 1994 Bad Urach, Foyer des Kursaals[2]
- 1994–1996 Murrhardt, Stadthalle[2]
- 1998–2001 Freiberg / Neckar, Stadthalle „Prisma“ mit Wohn- und Geschäftshaus[2]
- 1996–2001 Jena, Thüringische Universitäts- und Landesbibliothek[21]
- 1998–2002 Tuttlingen, Stadthalle[22]
- 1999–2001 Stuttgart, Um- und Neubau des Oberlandesgerichts, Archivstraße 15[23]
- 2000–2004 Stuttgart-Sonnenberg, Umbau und Erweiterung des Altenwohn- und Pflegeheims[2]
- 2004–2007 Ilshofen, Umbau- und Erweiterung der Stadthalle[2]